# Étienne Daillan
Étienne Daillan (1808-1854), dit le Docteur Daillan, médecin et maire de Bédarrides (1848-1849), fut le seul officier municipal de Vaucluse à s'opposer au coup d'État de Louis-Napoléon Bonaparte en décembre 1851. 

## Biographie
Natif de Lorient, il suivit les cours de médecine dans l'École navale de La Rochelle, il refusa de naviguer et exerça son métier de médecin à Bédarrides, dans le département de Vaucluse. Élu maire de sa commune, il exerça ses fonctions municipales du 15 septembre 1848 au 21 avril 1849.
Sa participation à l'association du sud-est lui valut d'être incarcéré à la prison Sainte-Anne d'Avignon puis de passer en jugement à Lyon avec Alphonse Gent. Réélu en 1851, il fut le seul maire de Vaucluse à s'opposer au coup d'État du prince-président. Condamné à l'exil, son état de santé fit commuer sa peine à une résidence forcée à Apt. Il décéda en 1854.

## Hommage
Un parc à Bédarrides porte son nom depuis le 4 décembre 2009.